# فنسنت غاديس
فنسنت غاديس (بالإنجليزية: Vincent Gaddis)‏ هو كاتب وصحفي أمريكي، ولد في 28 ديسمبر 1913 في أوهايو في الولايات المتحدة، وتوفي في 26 فبراير 1997 في يوريكا في الولايات المتحدة.